# Ла-Карла (Техас)
Ла-Карла (англ. La Carla) — переписна місцевість (CDP) в США, в окрузі Старр штату Техас. Населення — 55 осіб (2020).

## Географія
Ла-Карла розташована за координатами 26°26′7″ пн. ш. 98°44′26″ зх. д. / 26.43528° пн. ш. 98.74056° зх. д. (26.435385, -98.740592).  За даними Бюро перепису населення США в 2010 році переписна місцевість мала площу 0,19 км², уся площа — суходіл.

## Демографія
Згідно з переписом 2010 року, у переписній місцевості мешкало 70 осіб у 19 домогосподарствах у складі 17 родин. Густота населення становила 377 осіб/км².  Було 20 помешкань (108/км²).
Расовий склад населення:
| - 100,0 % — білих |

До двох чи більше рас належало 0,0 %. Частка іспаномовних становила 100,0 % від усіх жителів.
За віковим діапазоном населення розподілялося таким чином: 34,3 % — особи молодші 18 років, 58,6 % — особи у віці 18—64 років, 7,1 % — особи у віці 65 років та старші. Медіана віку мешканця становила 33,5 року. На 100 осіб жіночої статі у переписній місцевості припадало 118,8 чоловіків;  на 100 жінок у віці від 18 років та старших — 130,0 чоловіків також старших 18 років.
Цивільне працевлаштоване населення становило 47 осіб. Основні галузі зайнятості: роздрібна торгівля — 14,9 %, транспорт — 8,5 %, мистецтво, розваги та відпочинок — 6,4 %.